# Stoczek (gromada w powiecie węgrowskim)
Stoczek – dawna gromada, czyli najmniejsza jednostka podziału terytorialnego Polskiej Rzeczypospolitej Ludowej w latach 1954–1972.
Gromady, z gromadzkimi radami narodowymi (GRN) jako organami władzy najniższego stopnia na wsi, funkcjonowały od reformy reorganizującej administrację wiejską przeprowadzonej jesienią 1954 do momentu ich zniesienia z dniem 1 stycznia 1973, tym samym wypierając organizację gminną w latach 1954–1972.
Gromadę Stoczek z siedzibą GRN w Stoczku utworzono – jako jedną z 8759 gromad – w powiecie węgrowskim w woj. warszawskim, na mocy uchwały nr VI/10/22/54 WRN w Warszawie z dnia 5 października 1954. W skład jednostki weszły obszary dotychczasowych gromad Drgicz, Gajówka, Marianów, Stoczek, Stoczek osada i Zgrzebichy ze zniesionej gminy Stoczek w tymże powiecie. Dla gromady ustalono 24 członków gromadzkiej rady narodowej.
31 grudnia 1959 do gromady Stoczek przyłączono obszary zniesionych gromad Lipki Stare i Mrozowa Wola (bez kolonii Księżyzna) w tymże powiecie.
1 stycznia 1969 do gromady Stoczek włączono wieś Miednik, kolonię Wycech i lasy państwowe ze zniesionej gromady Międzyleś w tymże powiecie.
Gromada przetrwała do końca 1972 roku, czyli do kolejnej reformy gminnej. 1 stycznia 1973 w powiecie węgrowskim reaktywowano gminę Stoczek.